# Cairn na Burgh Beag
Ne doit pas être confondu avec Cairn na Burgh Mòr.
Cairn na Burgh Beag est une île inhabitée du Royaume-Uni située en Écosse, dans les îles Treshnish.